# Chen Yanran
 (juin 2025).
Chen Yanran (chinois : 陈嫣冉, également connue sous le nom de Chloe Chen, née en 2005) est une artiste et illustratrice chinoise,. 

## Jeunesse et carrière
Chen a commencé à dessiner seule dès l'âge de 3 ans. Elle s'est sérieusement consacrée à l'illustration à 13 ans, puis a étudié le design artistique, l'animation en stop-motion et le stylisme à la Rhode Island School of Design à 14 ans. En parallèle de ses études, elle a travaillé comme consultante visuelle pour la comédie de science-fiction dystopique "Time is up" (《马美好》). À 16 ans, elle s'est inscrite au département manga de l'Université Seika de Kyoto au Japon, où elle s'est spécialisée dans l'étude du manga. Chen a été influencée par les comics d'horreur japonais et le cinéma expérimental français, qu'elle intègre dans ses propres œuvres.
Elle a participé à plusieurs ventes aux enchères caritatives avec ses œuvres. En 2023, Chen a organisé sa première exposition personnelle intitulée "NOWHERE" à la SOMSOC GALLERY Contemporary Gallery de Harajuku, Tokyo.

## Œuvres
《Wonderland.》✖ Yanran Chen, Projet spécial de couverture pour l'Année du Dragon, création de "DRAGON"

## Expositions
- Exposition personnelle à Tokyo, Librairie Tsutaya Daikanyama, 17 Sarugakucho, Shibuya City, Tokyo, Japon, 2024[4]
- ComplexCon Hong Kong, à AsiaWorld–Expo, HongKong, Chine, 2024[5]
- Rekindle - Fusion expérientielle d'art urbain contemporain, au Centre d'expositions de Shanghai, Chine, 2023[6]
- Foire d'art contemporain ART021 Shanghai, au Shanghai Exhibition Center, Shanghai, Chine, 2023
- ART AMOY, au Xiamen International Conference & Exhibition Center, Xiamen, Chine, 2023[7]
- Art Market Budapest, à Bálna, Budapest, Hongrie, 2023[8]